# Javier Báez
Ednel Javier Báez (Bayamón, 1º dicembre 1992) è un giocatore di baseball portoricano, interbase per i Detroit Tigers della Major League Baseball (MLB). Viene soprannominato “El Mago”.

## Carriera
Báez fu scelto dai Chicago Cubs come nono assoluto nel draft MLB 2011. Il 5 agosto 2014, i Cubs lo promossero nella MLB. Quel giorno debuttò, al Coors Field di Denver, battendo un fuoricampo come prima valida in carriera, dandò alla sua squadra la vittoria sui Colorado Rockies al 12º inning. Divenne così il primo giocatore da Miguel Cabrera nel 2003 a battere un fuoricampo negli extra inning al debutto. In 52 gare nella stagione di debutto, Báez ebbe una media battuta di .169, con 5 basi rubate, 9 home run e 20 punti battuti a casa (RBI). Nel 2015, Báez ebbe un raduno primaverile difficoltoso, principalmente a causa dell'alto numero di strikeout subiti. Rimase così quasi tutta la stagione regolare nelle minor league, prima di essere richiamato nel roster principale il 1º settembre. Nei playoff batté un fuoricampo da tre punti che permise ai Cubs di battere i St. Louis Cardinals ed accedere alle National League Division Series.
Nel 2016, Báez salì a una media battuta di .276, con 14 fuoricampo. Il 15 ottobre 2016, in gara 1 delle National League Championship Series contro i Los Angeles Dodgers, Báez rubò casa base nel secondo inning. Fu il primo giocatore dei Cubs a riuscirvi in una gara di playoff da Jimmy Slagle nel 1907 e fu il 19º giocatore nella storia del baseball a farlo nella post-season. Báez e il compagno Jon Lester furono nominati co-MVP della serie, dopo che il portoricano batté con .318, con 5 RBI, 4 doppi e 2 basi rubate nella serie, incluse 3 valide e 3 RBI in gara 5. Báez a fine stagione vinse le World Series 2016 in sette partite contro i Cleveland Indians, riportando il titolo ai Cubs dopo 108 anni.
Il 30 luglio 2021, i Cubs scambiarono Báez assieme a Trevor Williams più una somma in denaro, con i New York Mets per il giocatore di minor league Pete Crow-Armstrong.
Il 30 novembre 2021, Báez firmò un accordo di sei anni dal valore complessivo di 140 milioni di dollari con i Detroit Tigers.

## Palmarès

### Club
- World Series: 1

Chicago Cubs: 2016

### Individuale
- MLB All-Star: 2

2018, 2019
- MVP delle National League Championship Series: 1

2016
- Guanto d'oro: 1

2020
- Silver Slugger Award: 1

2018
- Fielding Bible Award: 3

2016-2018
- Leader della National League in punti battuti a casa: 1

2018
- Giocatore della settimana della National League: 1

(1º luglio 2018)

### Nazionale
- World Baseball Classic:  Medaglia d'Argento

Team Porto Rico: 2017